# Bericht der 7. US-Armee zum KZ Dachau

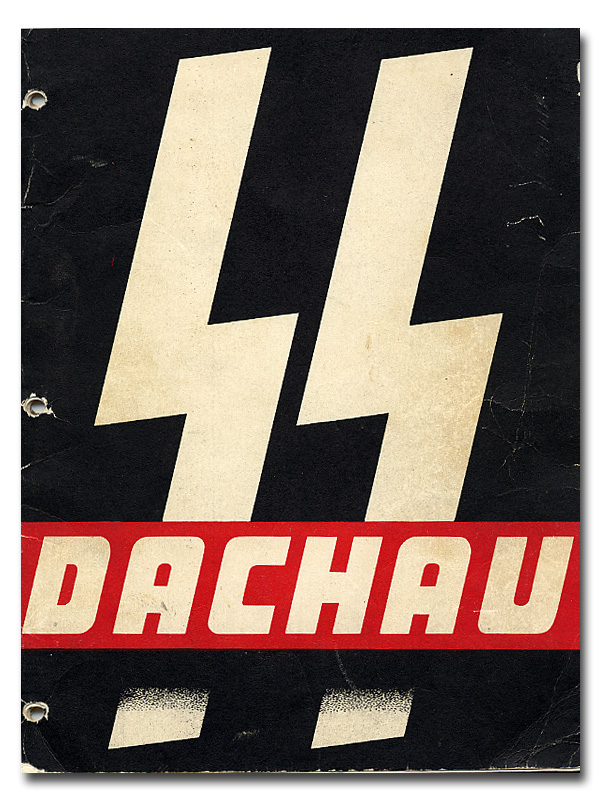
Titelseite des Dachau-Untersuchungsberichts. Die Zeichen sind zwei Siegrunen, das Symbol der SS, die das KZ leitete.

Dachau ist der Titel eines 72-seitigen Untersuchungsberichts der 7. US-Armee über das deutsche Konzentrationslager Dachau und die dort verübten Massenverbrechen der Lager-SS. Der Bericht wurde unmittelbar nach der Befreiung des Lagers von Truppen der 7. US-Armee angefertigt und bereits im Mai 1945 in größerer Auflage veröffentlicht. Neben dem Vorwort enthält der Report drei voneinander unabhängige Einzelberichte, die sich teilweise thematisch überschneiden. Der Bericht gilt als eine der ersten Untersuchungen zum Thema der Konzentrations- und Vernichtungslager in der Zeit des Nationalsozialismus. Im Jahr 2000 wurde er in kommentierter und erweiterter Fassung von einem US-amerikanischen Verlag erneut herausgegeben.

## Hintergrund

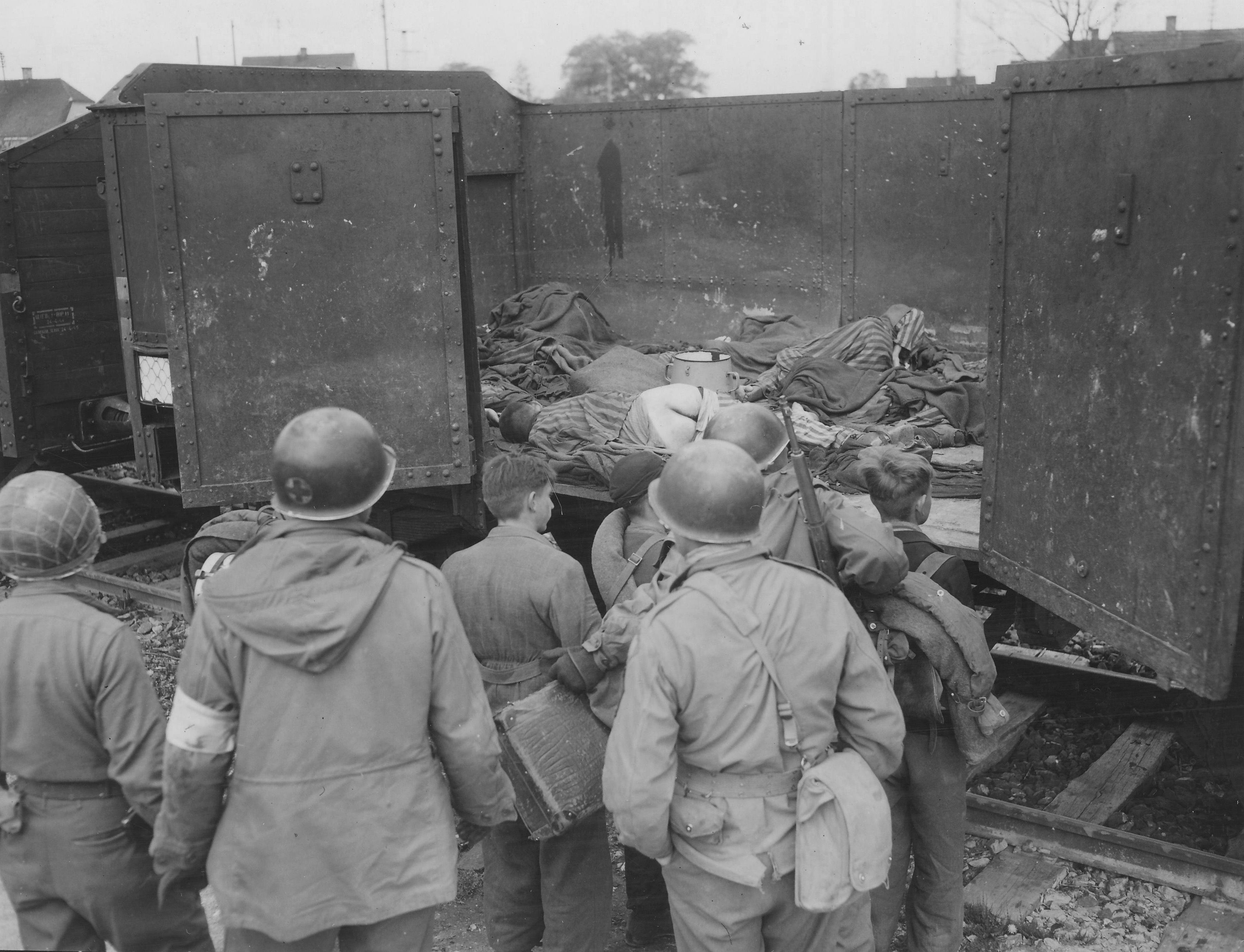
US-Soldaten zeigen am 30. April 1945 aufgegriffenen Hitlerjungen Leichen in einem Waggon des Todeszuges aus Buchenwald.

In der Endphase des Zweiten Weltkrieges hatten sich im KZ Dachau die Lebensbedingungen der Häftlinge zusehends verschlechtert, wodurch die Todesrate im Lager rapide angestiegen war. Viele Insassen des überbelegten Lagers litten an Unterernährung und den unhaltbaren hygienischen Zuständen. Räumungstransporte aus anderen Konzentrationslagern sowie eine im Lager grassierende Flecktyphus-Epidemie verschärften die katastrophalen Verhältnisse. Allein von Januar bis April 1945 starben im KZ Dachau und den angeschlossenen Nebenlagern über 13.000 Häftlinge an Krankheiten oder völliger Erschöpfung; viele der Leichen blieben zuletzt unbestattet auf dem Gelände liegen. Auf Todesmärschen in Richtung Süden verloren zudem tausende Häftlinge ihr Leben. Kurz vor Ankunft der US-Armee befanden sich mehr als 32.000 ausgezehrte Häftlinge im KZ Dachau, von denen etwa 8000 bettlägerig waren.
Nachdem das Konzentrationslager Dachau am 29. April 1945 von Einheiten der 42. und 45. Infanteriedivision der 7. US-Armee übernommen worden war, fanden die Befreier dort 3000 Leichen vor und mehrere tausend vor sich hin vegetierende Menschen. Dazu kam ein starker auf dem Lager liegender Verwesungsgeruch. Noch vor dem Betreten des Lagergeländes hatten die US-Soldaten hunderte tote KZ-Häftlinge in dem auf einem Nebengleis abgestellten Todeszug aus Buchenwald entdeckt, die während des Transports in das KZ Dachau größtenteils an Hunger, Entkräftung oder Krankheit gestorben waren. Der Bataillonskommandeur Sparks berichtete später: „Während der ersten Phase waren einige Männer, alles kampferprobte Soldaten, außer sich. Manche weinten, während andere tobten.“ Aufgebracht durch diese traumatischen Erlebnisse kam es zur Erschießung von SS-Männern bei der Befreiung des KZ Dachau durch US-Soldaten.

## Entstehung und Beteiligte

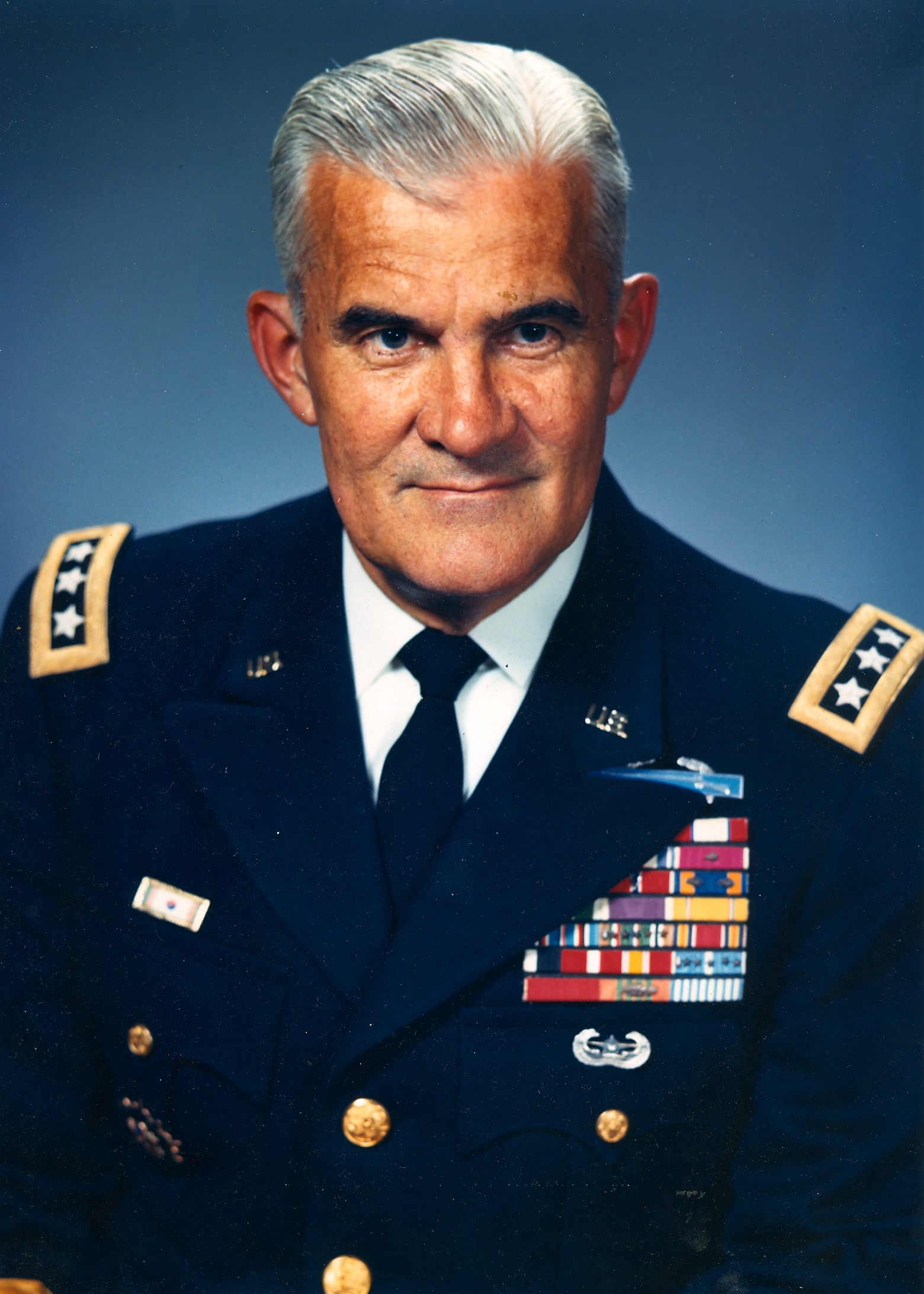
William Wilson Quinn (späteres undatiertes Bild) war federführend für den Bericht verantwortlich und unterzeichnete das Vorwort

Als Colonel William W. Quinn, stellvertretender Stabschef (Assistant Chief of Staff) des Militär-Nachrichtendiensts G-2 der 7. US-Armee, nach der Befreiung des KZ Dachau von den schockierenden und unbeschreiblichen Eindrücken der Kameraden erfuhr, verschaffte er sich umgehend vor Ort selbst ein Bild der Lage. Er gab an, dass die dort vorgefundenen Massenverbrechen seine Vorstellungskraft überstiegen hätten. Nach seinem Empfinden hätte seinerzeit niemand die im Lager verübten Gräueltaten geglaubt. Im von Quinn unterzeichneten Vorwort heißt es dazu:

„Dachau, 1933–1945, wird für alle Zeit als eines der grausamsten Symbole für Unmenschlichkeit in die Geschichte eingehen. Unsere Truppen fanden dort […] so enorme Grausamkeiten vor, dass der normale menschliche Verstand sie nicht begreifen kann. Dachau und Tod waren gleichbedeutend.“

Quinn beschloss das Erlebte umgehend zu dokumentieren, woraus der Untersuchungsbericht entstand. Er bildete mehrere Teams, die Informationen zu den Geschehnissen im Lager zusammentragen und dabei auch Aussagen ehemaliger Häftlinge aufnehmen sollten. Insbesondere war es ihm auch wichtig herauszufinden, was die Bevölkerung der nahegelegenen Stadt Dachau vom Konzentrationslager wusste und wie sie darüber dachte. Der Bericht wurde innerhalb kürzester Zeit fertiggestellt, die Zeitangaben reichen von einer bis zu zwei Wochen.
Beteiligt an dem Report waren das Office of Strategic Services (OSS), das Counter Intelligence Corps (CIC) und der Psychological Warfare Branch (PWB) der 7. US-Armee. Die enthaltenen 28 Fotos wurden von einer Einheit des United States Army Signal Corps aufgenommen.
Der Bericht basiert vor allem auf Befragungen von befreiten Häftlingen durch US-amerikanische Nachrichtendienstler und auf Untersuchungen vor Ort. Dabei halfen Mitglieder des Comité International de Dachau, einer inoffiziellen Häftlingsverwaltung, die sich kurz vor der Befreiung des Lagers gebildet hatte.

## Veröffentlichung
Der Text des Berichts ist mit Schreibmaschine geschrieben, Überschriften in großer Schrift und Bilder wurden hinzugefügt. Zuständige Einheiten der US-Armee übernahmen den Druck. Bereits im Mai 1945 wurde eine Auflage von etwa 10.000 Exemplaren erreicht. Der Dachau-Bericht war laut den Memoiren von William W. Quinn zunächst nur als interner Bericht zur Verwendung in der US-Armee gedacht, gelangte aber dann ungeplant durch Auslage in einem Presseraum an Journalisten, wodurch er der Öffentlichkeit bekannt wurde. Er kursierte bald unter US-Soldaten und Pressevertretern.
Die Weltöffentlichkeit war schon vor dem Bekanntwerden des Dachau-Berichts über die vorgefundenen Zustände im KZ Dachau informiert worden. So waren bereits während der Befreiung des KZ Dachau einige Journalisten als Begleiter der US-amerikanischen Soldaten zugegen, darunter die Kriegsberichterstatterin der New York Herald Tribune Marguerite Higgins. Sie schrieb den „ersten, allerdings verspätet übermittelten Bericht aus Dachau“. Bereits am 1. Mai 1945 veröffentlichten viele Zeitungen entsprechende Artikel. Auch kamen Filmteams in das befreite Lager. Auf Einladung von Dwight D. Eisenhower machten sich Delegationen amerikanischer Politiker sowie von Chefredakteuren und Verlegern am 2. bzw. 3. Mai 1945 vor Ort ein Bild der Lage. Das Ziel war, „durch ihre Berichterstattung die Öffentlichkeit in den USA von dem Ausmaß und der Authentizität der Gräuel zu überzeugen“.

## Inhalt

### Zusammenfassung

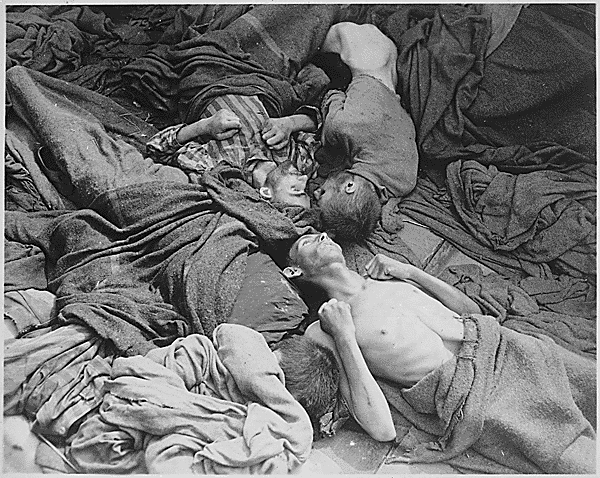
Leichen verhungerter Häftlinge, die während des Transports in das KZ Dachau starben. Ein Ausschnitt dieses Fotos vom 30. April 1945 ist im Bericht auf Seite 17 zu sehen.

Der Bericht stellt den Komplex des Konzentrationslagers Dachau umfassend und aus verschiedenen Perspektiven dar. Da die amerikanischen Untersucher als Befreier im Lager waren und daher auf hohe Kooperationsbereitschaft und Aussagewilligkeit der befreiten Häftlinge setzen konnten, nehmen einen Teil des Reports Augenzeugenberichte der Insassen ein, ebenso wie vereinzelte längere Auszüge von Tagebüchern und persönliche Erlebnisberichte einzelner Häftlinge. Ein Großteil sind sachliche Analysen bzw. Zusammenfassungen durch die Verfasser des Reports.
Durch den gesamten Inhalt zieht sich die Schilderung verschiedener Aspekte der extrem harten Lebensbedingungen, die den Insassen aufgezwungen worden waren. Diese seien ständig vom Tod durch Verhungern, Erfrieren oder Hinrichtung bedroht gewesen. Exemplarisch steht dazu im vom OSS verfassten Teil:

„Faktoren, die Menschen in einer normalen Gesellschaft unterscheiden, sind nicht auf die Situation in Dachau anwendbar, wo Menschen in einer maximal abnormalen Form von Existenz lebten. Unabhängig von Herkunft, Ausbildung, Wohlstand, politischer Einstellung oder Religion wurden eine Zeit in Dachau lebende Menschen nach und nach auf die primitivste und grausamste Form des Daseins reduziert – motiviert fast ausschließlich durch die Angst vor dem Tod.“

Darlegungen zur Soziologie und Sozialpsychologie des Systems aus Häftlingen bzw. Häftlingsgruppen, deren Interaktion untereinander sowie mit der das Lager befehligenden SS und der sogenannten Häftlingsverwaltung bzw. Arbeitsverwaltung werden ergänzt durch eine Darstellung der Organisation des Konzentrationslagers als Organigramm. Es gibt statistische Auflistungen über Häftlingszahlen und den Anteil unterschiedlicher Nationalitäten und der vorgeworfenen Verbrechen, ebenso wie Zahlen über Todesfälle im Lager, die ab Herbst 1944 stark anstiegen. Darstellungen der sozialen Dynamik der Häftlinge untereinander nehmen erheblichen Raum ein, etwa die Interaktion zwischen Häftlingsgruppen unterschiedlicher Nationalitäten und wie diese Unterschiede von der SS absichtlich zu Kontroll- und Unterdrückungszwecken instrumentalisiert wurden – etwa indem deutsche Insassen gezielt und überdurchschnittlich in mit gewisser Macht ausgestatteten Positionen als Funktionshäftlinge in der Häftlingsverwaltung eingesetzt wurden.
Größerer Raum wird dabei der Darstellung des Kontroll-, Unterdrückungs- und Terrorsystems gegeben, das die SS in Dachau ebenso wie in allen anderen deutschen Konzentrationslagern aufgebaut hatte. Dabei bekamen ausgewählte Insassen, die wegen krimineller Delikte wie Mord oder Raubüberfall im Lager waren und Kriminelle genannt wurden, besondere Positionen in der Hierarchie des Lagers. Sie wurden von der SS instrumentalisiert, um die größere Anzahl an aus politischen Gründen inhaftierten Menschen (Politische genannt) durch psychischen und körperlichen Terror zu unterdrücken und zu kontrollieren. Dies umfasste z. B. Verkleinerung oder Entzug der Essensrationen für einzelne Menschen, Bedrohung, Drangsalierung und körperliche Gewalt bis hin zu Folter und Mord an politischen Häftlingen durch Kriminelle. Diese Taten geschahen in der Regel auf direkte Weisung der SS oder durch Vorgabe eines bestimmten „Ziels“ durch die SS an einen oder mehrere kriminelle Insassen. Auf mehreren Seiten werden die verschiedenen Arten der Hinrichtung von Insassen in Dachau dokumentiert.
Ein Abschnitt behandelt die pseudowissenschaftlichen, unmenschlichen Menschenversuche. Dazu gehörten etwa die absichtliche Infektion von gesunden Insassen mit schweren Infektionskrankheiten ohne nachfolgende Behandlung. Bei anderen „Experimenten“ wurden Häftlinge gezwungen, längere Zeit in mit eisigem, etwa 1 °C kaltem Wasser gefüllten Tanks einzutauchen, bis Bewusstlosigkeit eintrat.
Es wird zudem auf die Geschichte des Konzentrationslagers Dachau eingegangen, das bereits ab 1933 existierte und als erstes Lager dieser Art im nationalsozialistischen Deutschland gilt. Die US-amerikanischen Ermittler führten auch umfangreiche Befragungen von Bewohnern der nahe dem Lager gelegenen Stadt Dachau durch. Dabei versuchten sie besonders, unter der Masse der sich weitgehend ahnungslos oder unschuldig gebenden Bewohner Menschen zu finden, die auf irgendeine Weise Widerstand geleistet hatten. Deren Aussagen, insbesondere deren Einschätzung zur Haltung der Durchschnittsbevölkerung, wird breiter Raum gegeben.
Weitere Abschnitte befassen sich mit der Befreiung des Lagers durch die US-Armee und den Geschehnissen danach sowie mit dem physischen Aufbau bzw. der Organisation des Lagers und dem Tagesablauf der Häftlinge.

### Gliederung
Der Bericht ist in vier Teile gegliedert, die im Inhaltsverzeichnis mit römischen Ziffern nummeriert sind. Teil I ist das Vorwort von William Wilson Quinn. Dann folgen die Einzelberichte des Office of Strategic Services (Teil II), des Psychological Warfare Branch (Teil III) und des Counter Intelligence Corps (Teil IV).
Die Teile II bis IV überschneiden sich zum Teil thematisch, da sie als Einzelberichte weitgehend unabhängig voneinander erstellt wurden. Laut Vorwort wurden sie bewusst nicht zu einem gemeinsamen Dokument mit einheitlichem Stil zusammengeführt, da davon ausgegangen wurde, dass dies ihren Charakter bzw. ihren Realismus erheblich hätte schwächen können.

### Teil I. Vorwort
Das mit drei kurzen Absätzen relativ knapp gehaltene, aber für einen militärischen Bericht mit Emphase geschriebene Vorwort von William W. Quinn drückt die Empörung und das Entsetzen aus, das die amerikanischen Truppen bei der Befreiung des KZ Dachau empfanden:

„Keine Worte oder Bilder können den vollen Eindruck dieser unbeschreiblichen Szenen vermitteln. Aber dieser Bericht dokumentiert einige der herausragenden Tatsachen und Fotografien, um die Art der Verbrechen zu verdeutlichen, die Elemente der SS jeden Tag tausende Male verübten, und um uns an die entsetzlichen Eigenschaften einer bestimmten Art von Menschen zu erinnern und unsere Entschlossenheit zu stärken, dass sie und ihr Werk von der Erde verschwinden.“

### Teil II. Dachau, Concentration Camp – OSS Section
Der vom Office of Strategic Services (OSS) beigetragene Teil umfasst zwölf Seiten. Er ist gegliedert in die Abschnitte Zusammenfassung (Summary, S. 3–4), Geschichte (History, S. 5–6), Zusammensetzung (Composition, S. 6–8), Organisation (Organization, S. 9–11) und Häftlingsgruppen (Groupings of Prisoners, S. 11–15).
In der Zusammenfassung wird darauf hingewiesen, dass der Bericht nicht beansprucht, eine umfassende bzw. erschöpfende Darstellung des KZ Dachau zu sein, und dass bereits an weiteren, umfassenderen Berichten gearbeitet werde. So führten amerikanische Ermittler im Zuge des War Crimes Program vom 30. April 1945 bis zum 7. August 1945 Untersuchungen zur Feststellung der Verantwortlichen für die mit dem Tatkomplex Dachau zusammenhängenden KZ-Verbrechen durch. Dieser am 31. August 1945 fertiggestellte Untersuchungsbericht schuf die Grundlage für den Dachau-Hauptprozess.
Der Zusammenfassung folgt ein kurzer Abriss zur Geschichte des Konzentrationslagers Dachau von 1933 bis 1945, in dem auf die steigende Anzahl der Häftlinge im Lager, die Ausweitung der eingewiesenen Häftlingsgruppen und das sich stetig erweiternde Netz der angeschlossenen Nebenlager Bezug genommen wird. Des Weiteren wird auf die zunehmende Überbelegung des Lagers während des Zweiten Weltkrieges hingewiesen, die in der Endphase des Lagers auch aufgrund ankommender Räumungstransporte aus anderen Lagern zu einem erheblichen Anstieg der Todesrate unter den Häftlingen durch Hunger und Krankheit geführt hatte.
Der darauffolgende Abschnitt widmet sich der Zusammensetzung der Häftlingsgruppen, wobei vorab als wesentliches Unterscheidungsmerkmal Nationalität und Einweisungsgrund genannt werden. Des Weiteren wird die Kennzeichnung der Häftlinge in den Konzentrationslagern und der Gegensatz von politischen (Rote) und sogenannten kriminellen Häftlingen (Grüne) erläutert. Letztlich wird auf die mörderischen und inhumanen Lebensbedingungen im Lager eingegangen, denen die Häftlinge täglich ausgesetzt waren. Im Abschnitt Organisation wird das Terrorsystem im Lager erläutert, das aus externer Kontrolle der Lager-SS und interner Kontrolle durch die von der SS eingesetzten Funktionshäftlinge bestand. Im Abschnitt Häftlingsgruppen werden die Funktionsposten für Häftlinge erklärt und im Rahmen interner Organisation die Schlüsselstellung der Abteilung Arbeitseinsatz betont. Der zweite Teil schließt mit Hinweisen zur Bedeutung der Zugehörigkeit von Häftlingen zu ihrer Nationalitätengruppe und dem internationalen Häftlingskomitee (Comité International de Dachau).

### Teil III. Dachau, Concentration Camp and Town – PWB Section
Der vom Psychological Warfare Branch (PWB) stammende Teil des Berichts ist elf Seiten lang und enthälft folgende Abschnitte: Einführung (Introduction, S. 16–18), Das Lager (The Camp, S. 18–21), Die Stadtbevölkerung (The Townspeople, S. 22–25) und Fazit (Conclusion, S. 25–26).
In der Einführung wird der Untersuchungsgegenstand hergeleitet, indem den folgenden Ausführungen zwei entscheidende Fragen vorangestellt werden: Was ist über die Situation im Lager aktuell bekannt, und was wusste die Dachauer Stadtbevölkerung von den Vorgängen im Lager bzw. wie ist ihre entsprechende Haltung dazu? Zur ersten Fragestellung wurden 20 ehemalige politische Häftlinge befragt, zur zweiten Fragestellung Bürger der Stadt Dachau. Die Dachau-Überlebenden berichteten den amerikanischen Vernehmern über den von Hunger, Krankheit und Bestrafung gekennzeichneten Lageralltag, die Massenverbrechen, die Rolle der SS-Bewacher und der Funktionshäftlinge, Lagerhierarchien sowie die schlechte medizinische Versorgung.
Die Befragung der Dachauer Bürger ergab, dass die Existenz des Lagers zwar bekannt war – vielfach wurde jedoch gegenüber den Vernehmern angemerkt, dass man von den Vorgängen im Lager und den Massenverbrechen nichts gewusst habe. In diesem Abschnitt werden auch einige der angeführten Erklärungsmuster in deutscher Sprache aufgeführt wie „Wir sind belogen worden“ oder „Was konnten wir tun“. Einige befragte NS-Gegner aus der Stadt Dachau gaben jedoch an, dass die Vorgänge im Lager in der Stadt bekannt gewesen seien. Die Vernehmer zogen als Fazit, dass die überwiegende Mehrheit der Dachauer Bevölkerung durch angebliches Nichtwissen und mangelnde Zivilcourage Schuld auf sich geladen habe.

### Teil IV. Dachau, Concentration Camp – CIC Detachment
Der 40 Seiten umfassende Hauptteil des Berichts wurde vom Counter Intelligence Corps (CIC) erstellt. Die Abschnitte dieses Teils sind: Stellungnahme (Memorandum, S. 27–28), Befreiung (Liberation, S. 28–30), Leben in Dachau (Life at Dachau, S. 30–34), Tagebuch des E.K. (Diary of E.K., S. 35–45), Stellungnahme der E.H. (Statement by E.H., S. 46–60), Spezielle Fallberichte (Special Case Reports, S. 61–63) und Sonstiges (Miscellaneous, S. 63 ff.).
Der Abschnitt Befreiung befasst sich mit den Umständen der Befreiung des Lagers. Der Abschnitt Leben in Dachau behandelt den Transport der Häftlinge in das Lager, die Aufnahmeprozedur nach der Ankunft sowie den harten Lageralltag. Die folgenden Seiten enthalten eine ausführliche Darstellung zu den grausamen Menschenversuchen an Häftlingen sowie zu den Exekutionsarten im Lager.
Die speziellen Fallberichte behandeln stichpunktartig Personen mit einem Bezug zum KZ Dachau, darunter zu dem KZ-Arzt Claus Schilling und den Angehörigen der Lager-SS Wilhelm Welter, Franz Böttger und Johann Kick. Der Bericht schließt mit dem Abschnitt Verschiedenes, hier sind der Aufbau der Lager-SS samt ihren Abteilungen aufgeführt und mehrere Tabellen abgedruckt. Diese betreffen die Aufstellung der Dachau-Überlebenden nach Nationalität, die das KZ Dachau durchlaufen habende Anzahl von Häftlingen, eine Aufstellung der Anzahl der Todesfälle und Exekutionen nach Jahr sowie am Schluss die Zusammensetzung des Internationalen Häftlingskomitees.

#### Tagebuch des Edgar Kupfer-Koberwitz(Diary of E. K.)
Zehn Seiten des Berichts widmen sich einem Tagebuch, das im Zuge der Berichtserstellung teilweise aus dem Deutschen ins Englische übersetzt wurde. Dabei handelt es sich um Auszüge aus dem Tagebuch des Dachau-Überlebenden Edgar Kupfer-Koberwitz, das dieser während seiner Lagerhaft heimlich und unter großer Gefahr für das eigene Leben von November 1942 bis zum Frühjahr 1945 verfasst hatte. Es war ihm gelungen, das Tagebuch bis zur Befreiung zu verstecken. In dem Tagebuch hielt Kupfer-Koberwitz seine persönlichen Erlebnisse und die befreundeter Häftlingskameraden zu den Vorfällen im Lager fest. Die Auszüge aus dem Tagebuch sollen im KZ Dachau verübte Verbrechen veranschaulichen und belegen. Die Ermittler des CIC Detachment bewerteten dieses Tagebuch als eines der interessantesten Dokumente, die sie zum Verbrechenskomplex Dachau erhalten hatten. Weil man Kupfer-Koberwitz der Gefahr deutscher Vergeltungsakte ausgesetzt sah, sind lediglich seine Initialen als Verfasser angegeben.
Kupfer-Koberwitz veröffentlichte im Jahr 1957 Auszüge aus seinem Tagebuch unter dem Titel Die Mächtigen und die Hilflosen. Als Dachauer Tagebücher erschienen seine Aufzeichnungen 1997 in ungekürzter Fassung.

#### Aussage der Eleonore Hodys(Statement by E. H.)
Der Abschnitt Statement by E. H. umfasst 15 Seiten (S. 46–60) und ist damit der längste thematisch durchgehende Abschnitt im Berichtstext. Er enthält ein Protokoll der Aussage von Eleonore Hodys (auch: Nora Matalliano-Hodys) über ihre Erlebnisse als Häftling im KZ Auschwitz. Die Aussage betrifft somit das KZ Auschwitz und steht in keinem Zusammenhang mit dem Verbrechenskomplex Dachau. Warum sie dennoch in den Dachau-Bericht aufgenommen wurde, ist ungeklärt.
Eleonore Hodys berichtete ausführlich von Vorgängen im KZ Auschwitz und insbesondere den Gewaltverbrechen der Lager-SS im „Bunker“, dem Lagergefängnis in Block 11 des Stammlagers im KZ Auschwitz, wo sie eigenen Angaben zufolge neun Monate eingesperrt war. Sie gab an, dass sie nach Einweisung in das KZ Auschwitz zunächst eine privilegierte Stellung unter den Häftlingen gehabt habe. So sei sie beispielsweise auch in der Villa des Lagerkommandanten Rudolf Höß als Kunststickerin beschäftigt gewesen, sei gut verpflegt worden und habe ein Einzelzimmer gehabt. Im Oktober 1942 sei sie in den Bunker (Block 11) eingesperrt worden und habe auch dort anfangs eine bevorzugte Behandlung erhalten. Neben anderen Angehörigen der Auschwitzer Lager-SS belastete sie auch den Lagerkommandanten Höß. Dieser habe sich ihr anzunähern versucht. Er habe sie im Bunker heimlich aufgesucht und sie schließlich geschwängert. Daraufhin sei sie zur Vertuschung der Affäre in eine Stehzelle verbracht worden, wo sie verhungern sollte.
Entstehung und weitere Verwendung des Protokolls
Das Protokoll der Aussage von Eleonore Hodys war im Oktober 1944 im Zusammenhang mit einer Untersuchungskommission der SS entstanden, die insbesondere Korruption in Konzentrationslagern aufdecken und zur Anklage bringen sollte. Im KZ Auschwitz wurde die Untersuchungskommission auf Hodys als mögliche Zeugin aufmerksam gemacht. SS-Richter Konrad Morgen, der Leiter der Untersuchungskommission, gab nach Kriegsende an, Hodys aus dem Bunker herausgeholt zu haben, um ihr Zeugenschutz zu gewähren. Da sie körperlich geschwächt und krank war, ließ er sie Ende Juli 1944 zur Genesung in eine Münchner Klinik bringen, bis er sie im Oktober 1944 zu Vorgängen im KZ Auschwitz vernehmen konnte.
Eine Abschrift dieses Protokolls wurde von dem unter Morgen tätigen Mitarbeiter Gerhard Wiebeck unmittelbar nach der Befreiung des KZ Dachau US-amerikanischen Ermittlern übergeben. Das Protokoll wurde aus dem Deutschen ins Englische übersetzt und in den Dachau-Bericht aufgenommen. Wiebeck, der im Zuge der Befreiung des KZ Dachau in amerikanische Internierungshaft geraten war, ist auch mit einer Kurzvita im Dachau-Bericht aufgeführt.
Wiebeck fertigte auch eine Rückübersetzung der englischen Fassung des Protokolls ins Deutsche an. Diese überließ er 1955 dem Institut für Zeitgeschichte, auf dessen Website ein Digitalisat der Rückübersetzung abrufbar ist. Eine Kopie der Rückübersetzung wurde im ersten Frankfurter Auschwitzprozess als Beweismittel eingebracht. Dazu gab Wiebeck bei seiner Zeugenaussage im Oktober 1964 umfassend Auskunft.

### Einzelne Seiten (Beispiele)
- Seite 13: Bild dreier befreiter Insassen, zwei tragen die gestreifte KZ-Häftlingskleidung
- Seite 16 (Einleitung Teil III): „[…] der erste Eindruck kommt als kompletter, als überwältigender Schock.“ Bild von ermordeten Häftlingen des KZ-Außenlagers Kaufering IV – Hurlach an der Bahnlinie Kaufering-Landsberg.[50]
- Seite 39: Leichen von verstorbenen Häftlingen

## Kritische Anmerkungen zum Inhalt

### Gaskammern
Der Bericht stellt unter der Überschrift Executions auf Seite 33 dar, es habe in Dachau neben fünf kleinen eine große Gaskammer mit einer Kapazität von 200 Personen gegeben. Diese habe über der Tür die Inschrift „Brausebad“ getragen und im Innern seien 15 Brauseköpfe angebracht gewesen, durch die Gas eingeleitet wurde. Zudem wird die Exekution von ahnungslosen Gefangenen bis zum Eintritt des Todes nach zehn Minuten so beschrieben, als habe sich dieses so dort zugetragen. Diese Darstellung des Berichts entspricht jedoch nicht dem Forschungsstand. Tatsächlich wurde in Dachau im Frühjahr 1943 der Bau eines neuen Krematoriums fertiggestellt. In dieser „Baracke X“ gab es neben vier kleinen Kammern zur Kleiderentwesung mittels Zyklon B eine größere Gaskammer. Diese wurde jedoch – „nach heutigem Wissen“ – niemals für Exekutionen benutzt. Nachweisbar sind Überlegungen, die Gaskammer zur Erprobung von Kampfgasen zu benutzen. Ob diese von Sigmund Rascher geplanten Experimente an Menschen dort durchgeführt wurden, ist „bis heute nicht eindeutig geklärt“.

### „Kriminelle“ Häftlinge
In dem Bericht wird ein sehr negatives Gesamtbild von der Gruppe der „kriminellen“ Häftlinge gezeichnet. Nach dem heutigen Forschungsstand ist die kollektive Stigmatisierung der „kriminellen“ Häftlinge als Helfer der SS nicht mehr haltbar.

### Aussage von Eleonore Hodys
Der Auschwitz-Überlebende und Lagerchronist Hermann Langbein stuft die Aussage von Eleonore Hodys nach seiner Überprüfung als Vermischung von Erinnerungen mit „Phantasien einer Kranken“ ein. Neben zutreffenden Vorkommnissen seien bestimmte Einzelheiten auch unwahr, was insbesondere Zeitangaben betreffe. Seiner Ansicht nach müsse das Protokoll im Rahmen einer historischen Bewertung einer kritischen Überprüfung unterzogen werden.

## Rezeption
Der Historiker Dan Stone beurteilt den Bericht als eine der ersten Nachkriegsveröffentlichungen über deutsche Konzentrationslager, der eine Kombination aus sorgsamer wissenschaftlicher Beobachtung und – resultierend aus den auch fotografisch dokumentierten verstörenden Zuständen, etwa den vielen Häftlingsleichen im Todeszug aus Buchenwald außerhalb des Lagers – „brennender Wut“ darstelle.
Der Historiker Ludwig Eiber ordnet den Bericht der US-Armee als „ersten Überblick“ und als eine der ersten Nachkriegsveröffentlichungen zum Verbrechenskomplex KZ Dachau ein. Der Bericht sollte die unvorstellbaren Massenverbrechen dokumentieren, um „damit eine Grundlage für eine Bestrafung zu schaffen“. Der Bericht enthalte allerdings auch „einige eklatante Fehler“, denn die Vernehmer hätten die Berichte von Häftlingen, die Dachau galten, nicht von jenen unterschieden, die sich auf Auschwitz bezogen.
Mehrere erhaltene Originale des Berichts befinden sich in der Bibliothek des United States Holocaust Memorial Museum in Washington, D.C.

## Bearbeitete Neuausgabe im Jahr 2000
Im Juli 2000 erschien unter dem Titel Dachau Liberated: The Official Report by U.S. Seventh Army in einem amerikanischen Verlag eine von Michael Wiley Perry bearbeitete und erweiterte Neuausgabe dieses Untersuchungsberichts. Die Neuausgabe enthält den Originalbericht samt Fotografien und Illustrationen, zusätzlich Bearbeitungen/Kommentierungen von Perry und die am 30. April 1945 von 2nd Lt. Ted Mackechnie in Dachau angefertigten Skizzen. Perry widmet die Neuausgabe all jenen, deren Leben sich an dem Tag der Lagerbefreiung für immer verändert hat. Sein Vorwort schließt mit der Mahnung, dass die Lektüre des Berichts dabei helfen soll, die im KZ Dachau begangenen Verbrechen niemals zu vergessen.